# Маттерталь
Маттерталь (нем. Mattertal, фр. Vallée de Zermatt) — долина в Швейцарии. Также известна как долина Святого Николая (нем. Nikolaital, фр. Vallée de Saint-Nicolas).
Долина расположена на юго-западе страны, на территории кантона Вале вблизи границы с Италией. Окружена четырёхтысячниками Пеннинских Альп, таких как самая высокая вершина Швейцарии пик Дюфур (4 634 м) в массиве Монте-Роза, Маттерхорн (4 478 м), а также Вайсхорн и Дом. На высоте 1600 м расположен город Церматт, известный горнолыжный курорт, в нижней части долины — деревня Штальден (795 м) на границе с долиной Засталь. В центре расположена деревня Санкт-Никлаус, давшая второе название долине.
Маттерталь — долина реки Маттерфисп (Фиспа), питающейся от второго по размерам альпийского ледника Горнер и относящейся к бассейну Роны.
Крупнейшие населённые пункты долины — Церматт (5500 жителей) и Санкт-Никлаус (2400 человек). Население немецкоязычно, большинство исповедует католицизм. Однако в Церматте, на горнолыжном курорте, около 20 % населения нешвейцарского происхождения, занятого преимущественно в сфере обслуживания.
Климат в Церматте горный субарктический, среднемесячная температура лишь трёх месяцев выше +10°С. В нижней части Маттерталя климат умеренный.

## Галерея

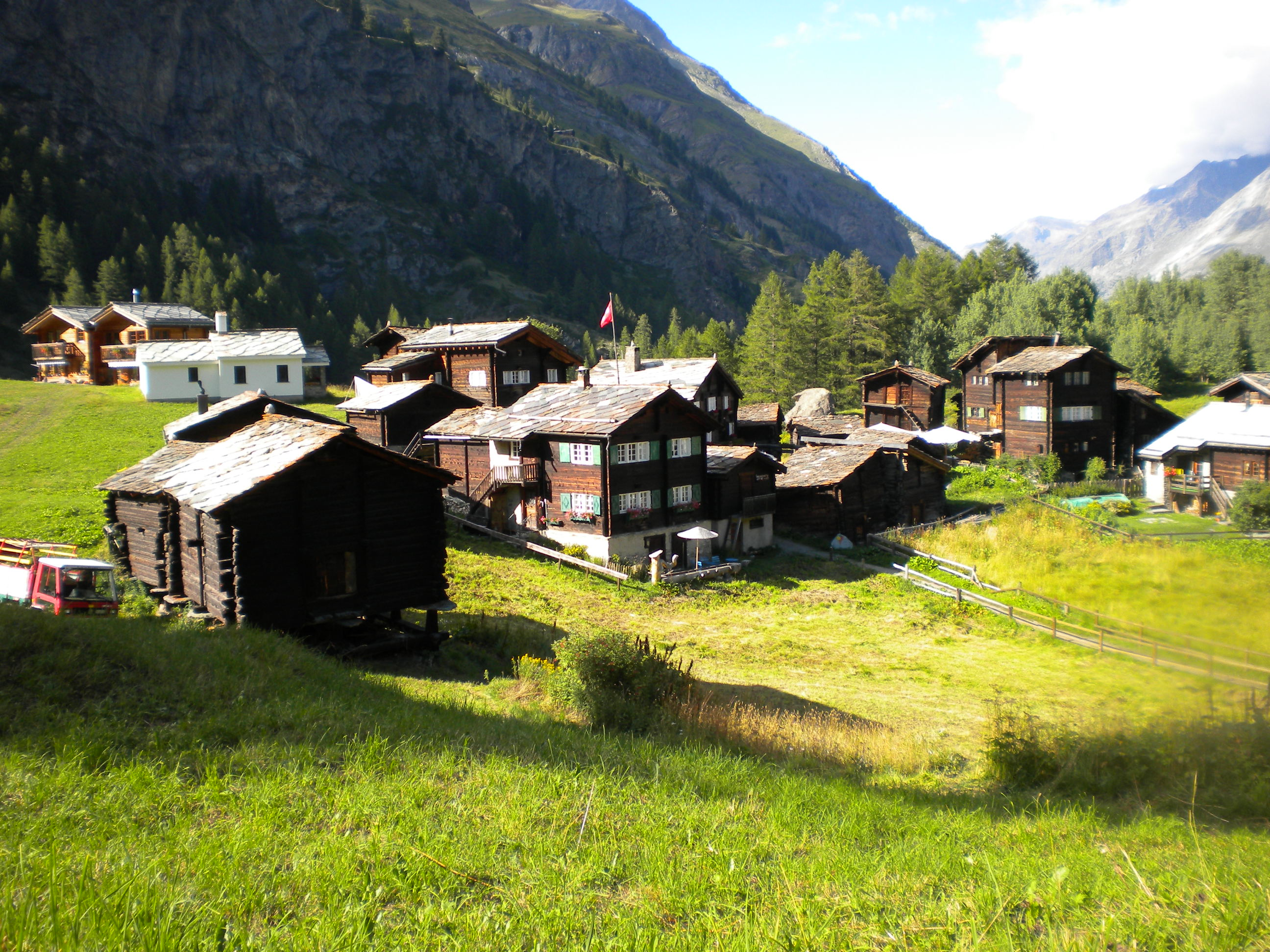
Цумзе — часть Церматта
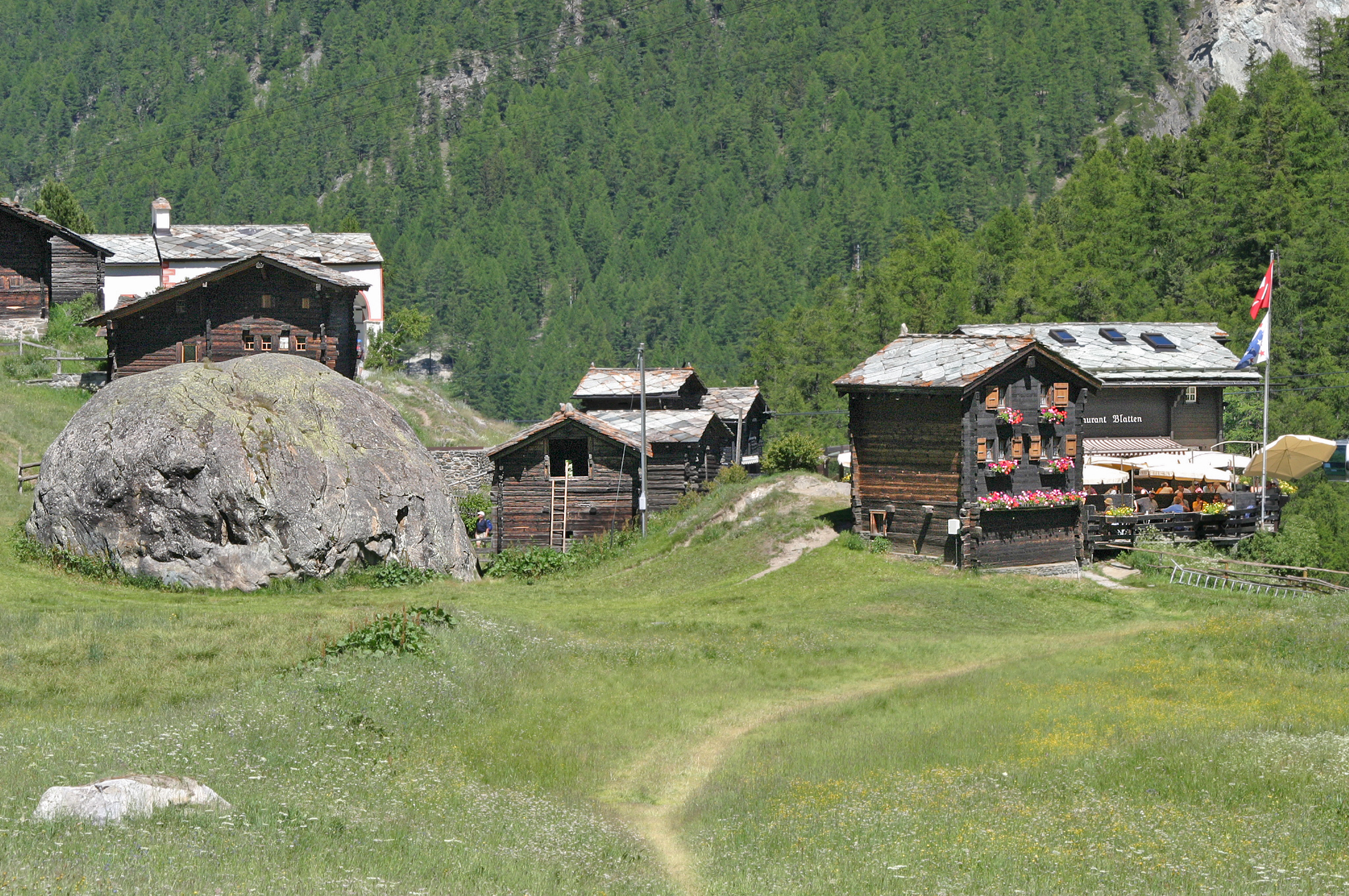
Строения близ Церматта
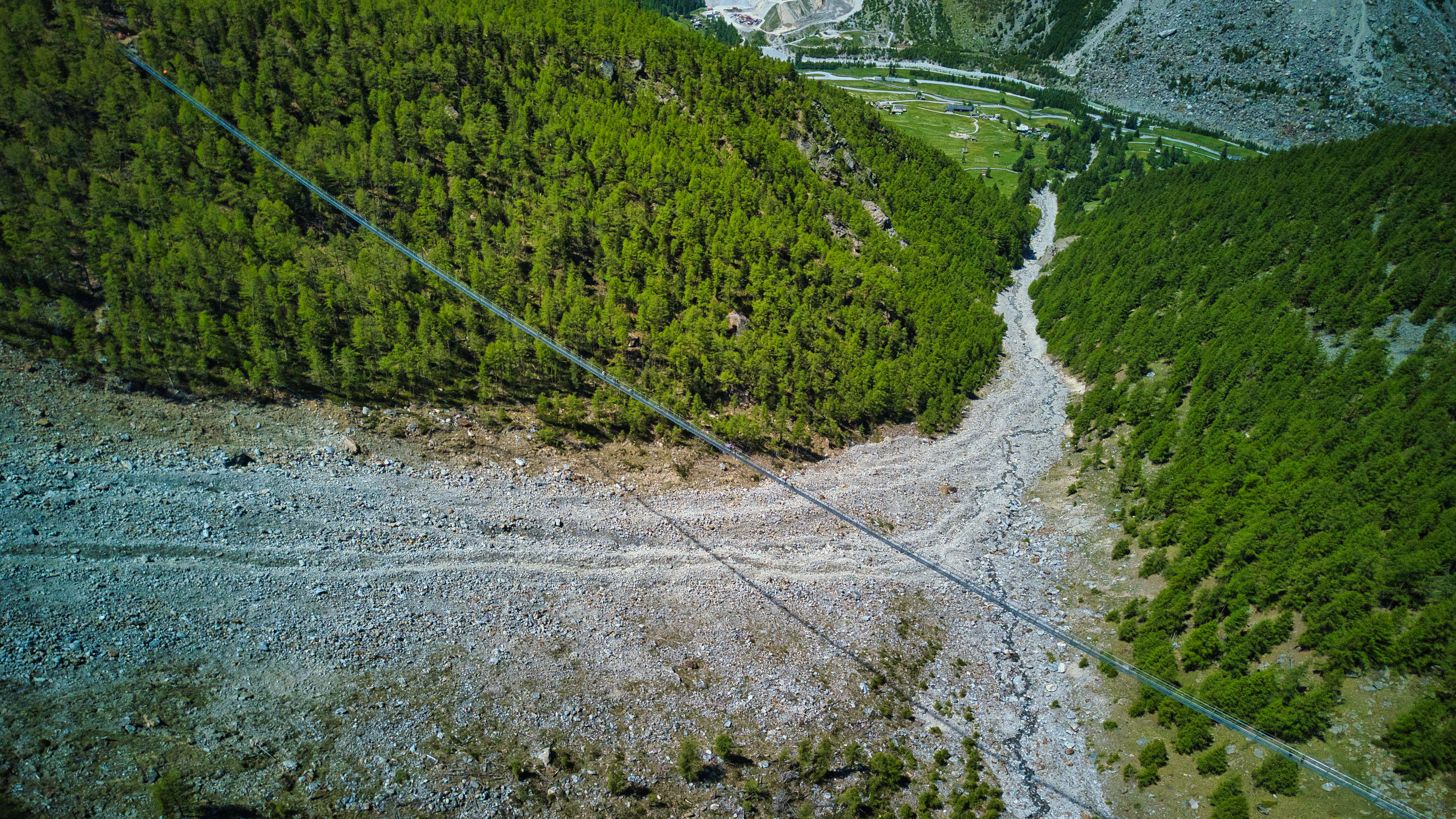
Горная тропа близ Ранды
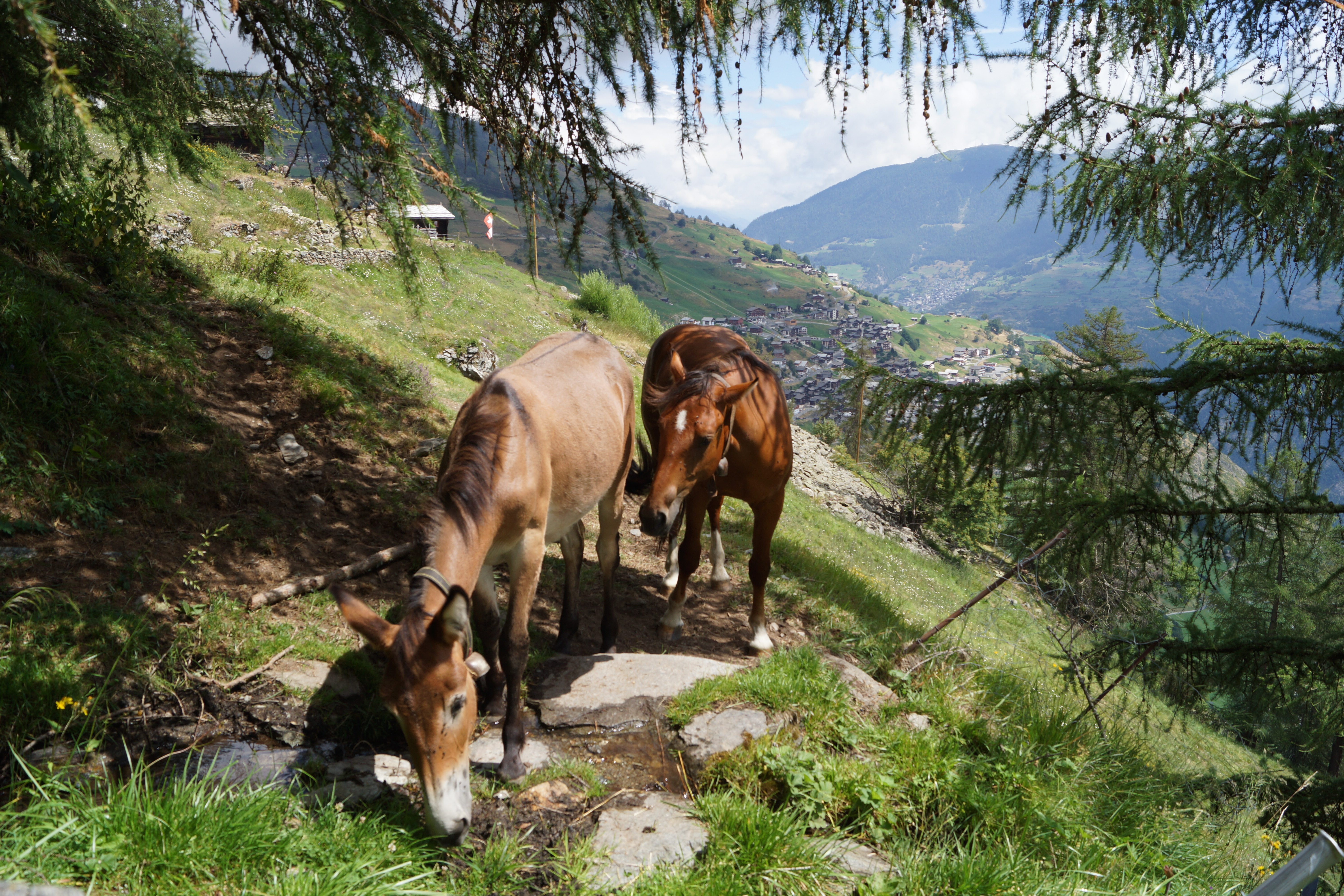
Лошади на склонах